# Камшик (растение)
Вижте пояснителната страница за други значения на Камшик.
Камшик (Agrimonia) е род многогодишни тревисти растения от сем. Розови (Rosaceae). Включва около 15 вида, 2 от които се срещат в България.

## Видове в България
В България се срещат два вида:
- Agrimonia eupatoria – Лечебен камшик
- Agrimonia procera – Ароматен камшик